# Ekstraklasa kobiet w tenisie stołowym (2010/2011)
Ekstraklasa kobiet w tenisie stołowym 2010/2011 – 63. edycja rozgrywek pierwszego poziomu ligowego kobiet w Polsce. Brało w niej udział 10 drużyn.
Triumfatorem rozgrywek został KTS Forbet Tarnobrzeg, który w meczach finałowych pokonał LUKS Warmia Lidzbark Warmiński. Brązowe medale zdobyły drużyny MKSTS Polkowice i SKTS Sochaczew.

## System rozgrywek
Rozgrywki prowadzone były z udziałem 10 drużyn i były podzielone na dwie fazy: zasadniczą i play-off.
Faza zasadnicza składa się z dwóch rund. Pierwsza runda rozgrywana jest systemem każdy z każdym. W drugiej rundzie gospodarzami spotkań w drugiej rundzie są drużyny, które w pierwszej rundzie w meczu pomiędzy tymi samymi drużynami grały na wyjazdach. Za zwycięstwo drużyny otrzymują 2 punkty, zaś za porażkę nie otrzymują punktów.
Do fazy play-off awansują 4 drużyny. W półfinałach zostaną rozegrane dwumecze. Pary zostaną ustalone na podstawie tabeli po rundzie zasadniczej (1-4, 2-3). Zwycięzcy półfinałów awansują do finału, gdzie zostanie rozegrany dwumecz, a gospodarzem pierwszego meczu będzie drużyna z niższego miejsca po fazie zasadniczej. Drużyna, która wygra finał otrzyma tytuł Drużynowego Mistrza Polski kobiet, puchar i złote medale, a zespół pokonany w finale otrzyma puchar i srebrne medale. Drużyny, które odpadły w półfinałach, otrzymają brązowe medale. Do 1. ligi spadną dwie ostatnie drużyny po fazie zasadniczej.
Każdy mecz składa się z 3-5 gier rozgrywanych kolejno na jednym stole. Mecz kończy się wraz z uzyskaniem przez jedną drużyn trzech zwycięstw. Układ gier w meczu.
| 1. gra | 2. gra | 3. gra | 4. gra | 5. gra |
| ------ | ------ | ------ | ------ | ------ |
| A–X    | B–Y    | C–Z    | A–Y    | B–X    |

## Kluby
| Klub                             | Sezon 2009/2010 |
| -------------------------------- | --------------- |
| KS Bronowianka Kraków            | Półfinał        |
| GLKS Wanzl Scania Nadarzyn       | Wicemistrz      |
| GKS Gorzovia Gorzów Wielkopolski | 7. miejsce      |
| MKS Jedynka Magellan Łódź        | Awans z 1. ligi |
| KTS Forbet Tarnobrzeg            | Mistrz          |
| KU AZS UE Wrocław                | Półfinał        |
| MKSTS Polkowice                  | 6. miejsce      |
| SKTS Sochaczew                   | 5. miejsce      |
| KS Stella Gniezno                | Awans z 1. ligi |
| LUKS Warmia Lidzbark Warmiński   | 8. miejsce      |

## Faza zasadnicza
| Poz. | Drużyna                          | M  | Z  | P  | Pojedynki | Punkty |
| ---- | -------------------------------- | -- | -- | -- | --------- | ------ |
| 1.   | KTS Forbet Tarnobrzeg            | 18 | 18 | 0  | 54:8      | 36     |
| 2.   | MKSTS Polkowice                  | 18 | 14 | 4  | 47:25     | 28     |
| 3.   | LUKS Warmia Lidzbark Warmiński   | 18 | 11 | 7  | 44:35     | 22     |
| 4.   | SKTS Sochaczew                   | 18 | 11 | 7  | 41:28     | 22     |
| 5.   | KU AZS UE Wrocław                | 18 | 9  | 9  | 35:36     | 18     |
| 6.   | GLKS Wanzl Scania Nadarzyn       | 18 | 9  | 9  | 35:34     | 18     |
| 7.   | KS Bronowianka Kraków            | 18 | 8  | 10 | 30:38     | 16     |
| 8.   | GKS Gorzovia Gorzów Wielkopolski | 18 | 8  | 10 | 41:36     | 16     |
| 9.   | MKS Jedynka Magellan Łódź        | 18 | 1  | 17 | 9:52      | 2      |
| 10.  | KS Stella Gniezno                | 18 | 1  | 17 | 9:53      | 2      |

     Awans do półfinału
     Spadek do 1. ligi

## Play-off
|  |          |                                |          |                                |          |   |   |                       |       |       |       |       |
|  | Półfinał | Półfinał                       | Półfinał | Półfinał                       | Półfinał |   |   | Finał                 | Finał | Finał | Finał | Finał |
|  | Półfinał | Półfinał                       | Półfinał | Półfinał                       | Półfinał |   |   | Finał                 | Finał | Finał | Finał | Finał |
|  |          |                                |          |                                |          |   |   |                       |       |       |       |       |
|  |          |                                |          |                                |          |   |   |                       |       |       |       |       |
|  | 1        | KTS Forbet Tarnobrzeg          | 3        | 3                              |          |   |   |                       |       |       |       |       |
|  | 1        | KTS Forbet Tarnobrzeg          | 3        | 3                              |          |   |   |                       |       |       |       |       |
|  | 4        | SKTS Sochaczew                 | 0        | 0                              |          |   |   |                       |       |       |       |       |
|  | 4        | SKTS Sochaczew                 | 0        | 0                              |          |   | 1 | KTS Forbet Tarnobrzeg | 3     | 3     |       |       |
|  |          |                                |          |                                |          |   | 1 | KTS Forbet Tarnobrzeg | 3     | 3     |       |       |
|  |          |                                | 2        | LUKS Warmia Lidzbark Warmiński | 1        | 0 |   |                       |       |       |       |       |
|  | 2        | LUKS Warmia Lidzbark Warmiński | 2        | LUKS Warmia Lidzbark Warmiński | 1        | 0 | 3 | 0                     | 3     |       |       |       |
|  | 2        | LUKS Warmia Lidzbark Warmiński |          |                                |          |   |   |                       |       |       |       |       |
|  | 3        | MKSTS Polkowice                | 2        | 3                              | 1        |   |   |                       |       |       |       |       |
|  | 3        | MKSTS Polkowice                | 2        | 3                              | 1        |   |   |                       |       |       |       |       |
|  |          |                                |          |                                |          |   |   |                       |       |       |       |       |

### Półfinały
| Gospodarze                     | Wynik       | Goście                         |
| 1. półfinał                    | 1. półfinał | 1. półfinał                    |
| ------------------------------ | ----------- | ------------------------------ |
| SKTS Sochaczew                 | 0:3         | KTS Forbet Tarnobrzeg          |
| LUKS Warmia Lidzbark Warmiński | 3:2         | MKSTS Polkowice                |
| 2. półfinał                    |             |                                |
| KTS Forbet Tarnobrzeg          | 3:0         | SKTS Sochaczew                 |
| MKSTS Polkowice                | 3:0         | LUKS Warmia Lidzbark Warmiński |
| 3. półfinał                    |             |                                |
| MKSTS Polkowice                | 3:1         | LUKS Warmia Lidzbark Warmiński |

### Finał
| LUKS Warmia Lidzbark Warmiński | 1:3                       | KTS Forbet Tarnobrzeg     |
| 1. mecz, 10 kwietnia 2011      | 1. mecz, 10 kwietnia 2011 | 1. mecz, 10 kwietnia 2011 |
| ------------------------------ | ------------------------- | ------------------------- |
| Qian Wang                      | 1:3                       | Renata Strbikova          |
| Monika Pietkiewicz             | 0:3                       | Li Qian                   |
| Maja Krzewicka                 | 0:3                       | Xu Jie                    |

| KTS Forbet Tarnobrzeg     | 3:0                       | LUKS Warmia Lidzbark Warmiński |
| 2. mecz, 17 kwietnia 2011 | 2. mecz, 17 kwietnia 2011 | 2. mecz, 17 kwietnia 2011      |
| ------------------------- | ------------------------- | ------------------------------ |
| Li Qian                   | 3:0                       | Qian Wang                      |
| Renata Strbikova          | 3:1                       | Monika Pietkiewicz             |
| Kinga Stefańska           | 3:0                       | Anna Zielińska                 |

## Medaliści
| Lp. | Drużyna                        |
| --- | ------------------------------ |
| 1.  | KTS Forbet Tarnobrzeg          |
| 2.  | LUKS Warmia Lidzbark Warmiński |
| 3.  | MKSTS Polkowice                |
| 3.  | SKTS Sochaczew                 |